# Heinrich Jürgens
Heinrich (Heini) Jürgens (ur. 28 lipca 1924 w Oeftinghausen, zm. 4 sierpnia 2006 tamże) – niemiecki polityk, samorządowiec i rolnik, poseł do Parlamentu Europejskiego I kadencji, minister w rządzie Dolnej Saksonii.

## Życiorys
Jego dziadek Diedrich i wuj Fritz także byli politykami. Po zdaniu matury w 1942 został wcielony do wojska, gdzie doszedł do stopnia lejtnanta. Podczas II wojny światowej dostał się do niewoli, kilkukrotnie został ranny. Odbył praktykę i w 1954 zdał rolniczy egzamin zawodowy. Do 1974 prowadził duże gospodarstwo rolne produkujące nabiał i wieprzowinę (posiadane przez rodzinę od 1562).
W 1951 wstąpił do prawicowej Deutsche Partei, zaś w 1959 został członkiem Wolnej Partii Demokratycznej. W latach 1978–1991 pełnił funkcję jej przewodniczącego w Dolnej Saksonii, następnie został honorowym przewodniczącym. Od 1960 do 1974 zasiadał w radzie gminy zbiorowej Schwaförden, następnie do 1990 był jej burmistrzem. Od 1964 do 1986 był członkiem rady powiatu Diepholz, w tym od 1968 do 1977 sprawował funkcję starosty (wówczas powiat funkcjonował jako Graftschaft Diepholz). W latach 1974–1978, 1982–1984 i 1986–1994 zasiadał w landtagu Dolnej Saksonii, od 1974 do 1978 jako wiceprzewodniczący.
W 1979 wybrano go posłem do Parlamentu Europejskiego I kadencji. Przystąpił do frakcji liberałów i demokratów, należał m.in. do Komisji ds. Rolnictwa, Komisji ds. Regulaminu i Petycji oraz Komisji ds. Kontroli Budżetu. W latach 1986–1990 pozostawał ministrem ds. federalnych i europejskich w rządzie kraju związkowego, a od 1985 do 1990 należał do rady doradczej powiązanej z FDP Fundacji im. Friedricha Naumanna.
Był ewangelikiem; miał syna Hans-Jürgena, także działacza FDP. Odznaczony Wielkim Krzyżem Zasługi Orderu Zasługi Republiki Federalnej Niemiec (1989) i Medalem Dolnej Saksonii (1991).